# Place D'Youville (Québec)
Pour les articles homonymes, voir Place D'Youville.
La place D'Youville est une place du centre-ville de Québec. Adossée aux fortifications, c'est un espace public particulièrement achalandé entre la vieille ville et la colline parlementaire. Plusieurs institutions culturelles de la ville sont situées autour ou à proximité. En hiver, une partie de la place est aménagée en patinoire, tandis qu'en été elle constitue l'un des sites du festival d'été de Québec.

## Toponymie
La place est nommée en mémoire de Marguerite d'Youville, première sainte catholique du Canada. Entre 1877 et 1931, le site est désigné par le nom de son principal occupant : le marché Montcalm. Lorsque ce dernier est démoli pour faire place au Palais Montcalm, le site devient alors le « carré Montcalm », puis plus tard « carré D'Youville ». Le 7 octobre 1965, via le règlement 1489, le conseil municipal de Québec adopte officiellement le nom de « place D'Youville ». Son nom sera ensuite officialisé par la Commission de toponymie le 25 juin 1987.

## Historique

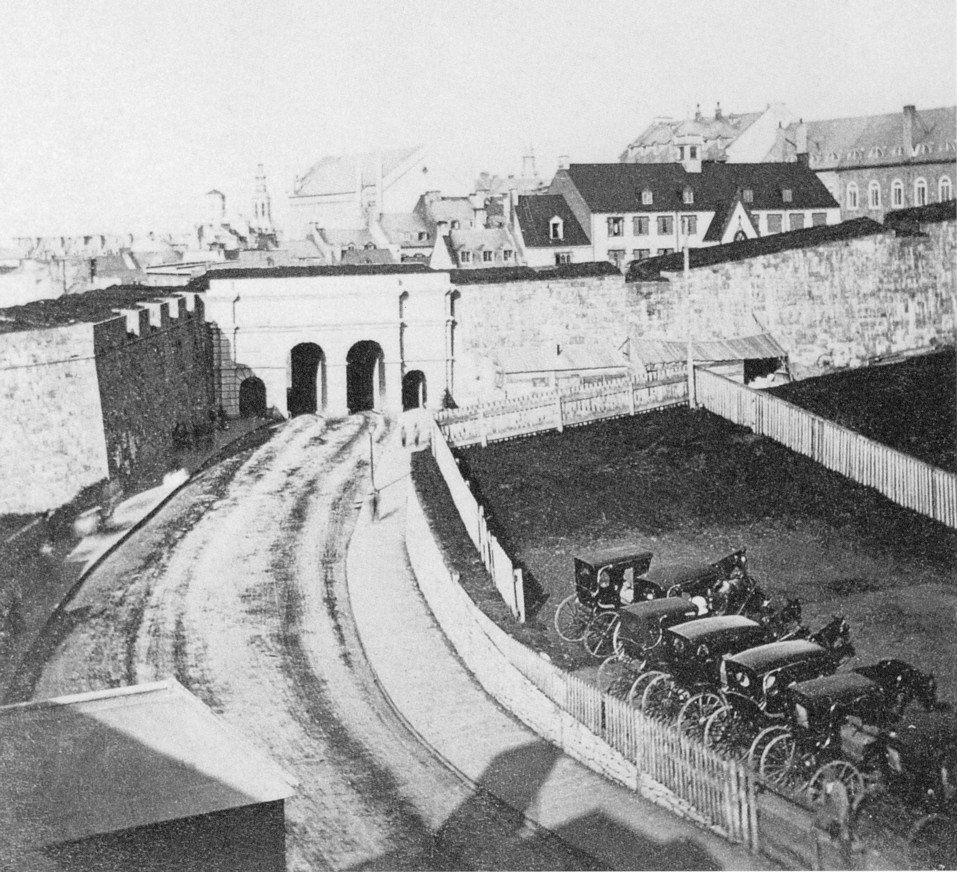
L'entrée de la porte Saint-Jean vers 1870

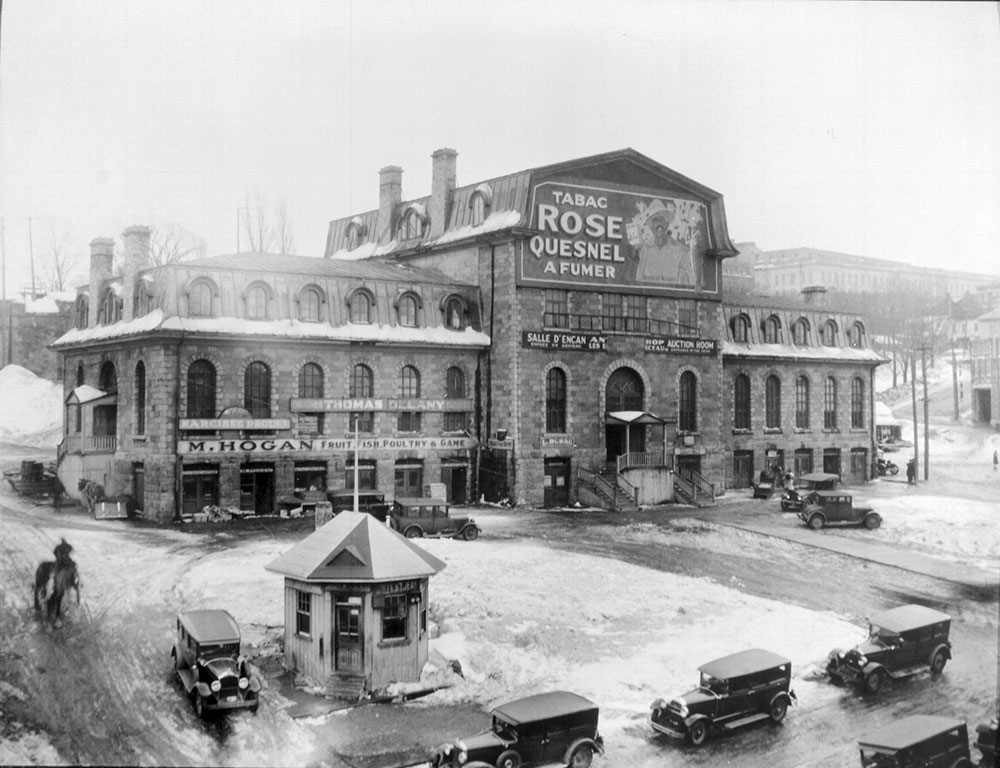
Les halles du marché Montcalm vers 1920

La parcelle sur laquelle est campé la place d'aujourd'hui est occupée depuis les années 1730 et fait historiquement partie du faubourg Saint-Jean. Les bâtiments y étant construits sont démolis en 1815 pour y aménager un glacis devant les fortifications. Celui-ci est nivelé en 1871 pour faire place au marché Montcalm, qui ouvre en 1878. Celui-ci est doté de halles contenant une quarantaine de tables de marchands et est reconstruit après un incendie en 1881. La portion de terre devant la rue sera remodelée en aire gazonnée vers 1932 après la fermeture du marché et la construction du Palais Montcalm derrière.
À cette époque, cette place est appelée carré Montcalm, puis carré d'Youville. Elle prend officiellement le nom de place D'Youville en 1965, mais l'appellation « carré D'Youville » demeure existante dans le langage courant. Ce toponyme provient de sa localisation sur la rue d'Youville, nommée ainsi en 1876 car cette dernière débouche sur la chapelle des Sœurs de la charité de Québec, communauté fondée par Marguerite d'Youville.
Des rénovations terminées en 1987 donnent un caractère public et moderne à cette place. Une année plus tard, l'aménagement censé favoriser un mode de vie axée sur le divertissement et les rencontres citoyennes se retrouve toutefois à n'être principalement fréquenté que par des jeunes de la rue, notamment la nuit, où des groupes se forment aux abords des fortifications et le long de la rue Saint-Jean. Au début des années 1990, une guerre ouverte avec des commerçants a lieu et la Ville de Québec déclare une politique de tolérance zéro vis-à-vis des jeunes flâneurs en 1996. Des émeutes lors de la Saint-Jean-Baptiste s'y produisent également en 1991, 1994, 1996 et 1997.
Outre les marches d'escalier menant au Palais Montcalm et les quelques bancs, son principal mobilier urbain, un kiosque, est démoli en 2016 puisqu'il entravait la réfection de la patinoire.

## Attraits

### Bâtiments

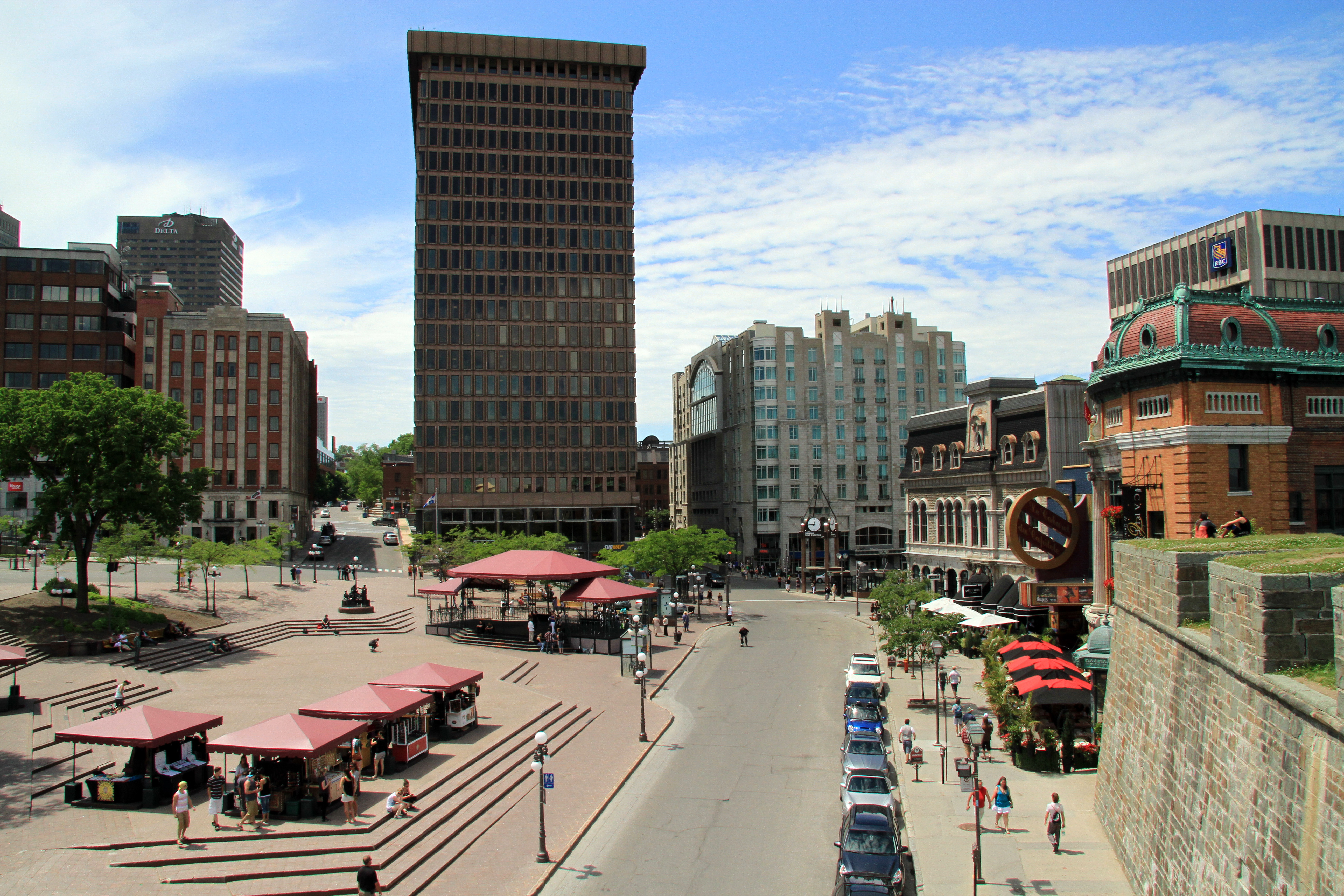
Vue générale de la place D'Youville en 2012.

- Le Palais Montcalm, salle de spectacle (995, place D’Youville) ;
- Le théâtre Capitole, hôtel et salle de spectacle (972, rue Saint-Jean) ;
- Le Diamant , salle de spectacle (966, rue Saint-Jean) ;
- Le 800 d'Youville, édifice à bureaux de 21 étages achevé en 1972 et abritant la Commission de la fonction publique (800, rue D'Youville) ;
- Le terminus D'Youville, un terminus du Réseau de transport de la Capitale.

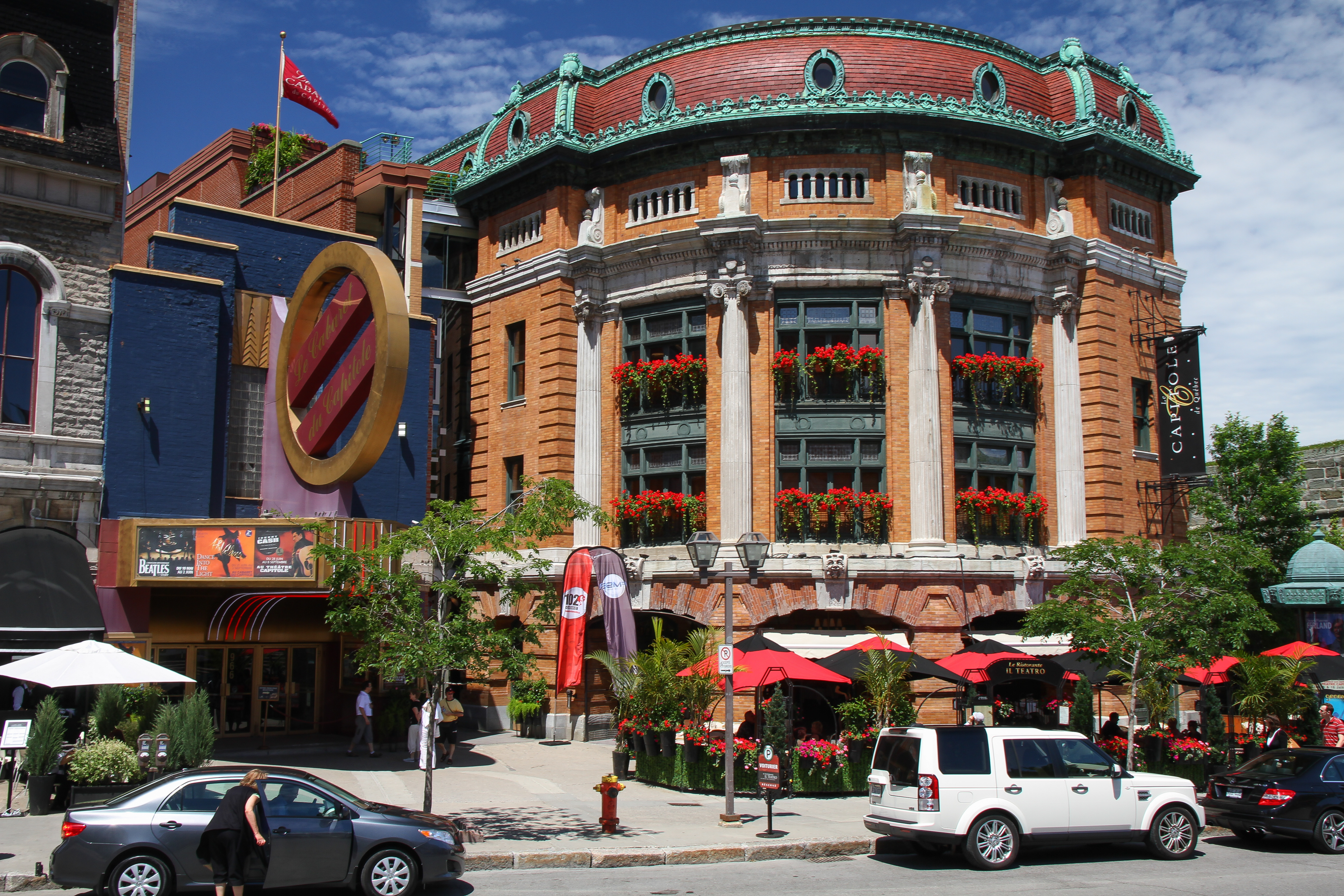
Capitole de Québec
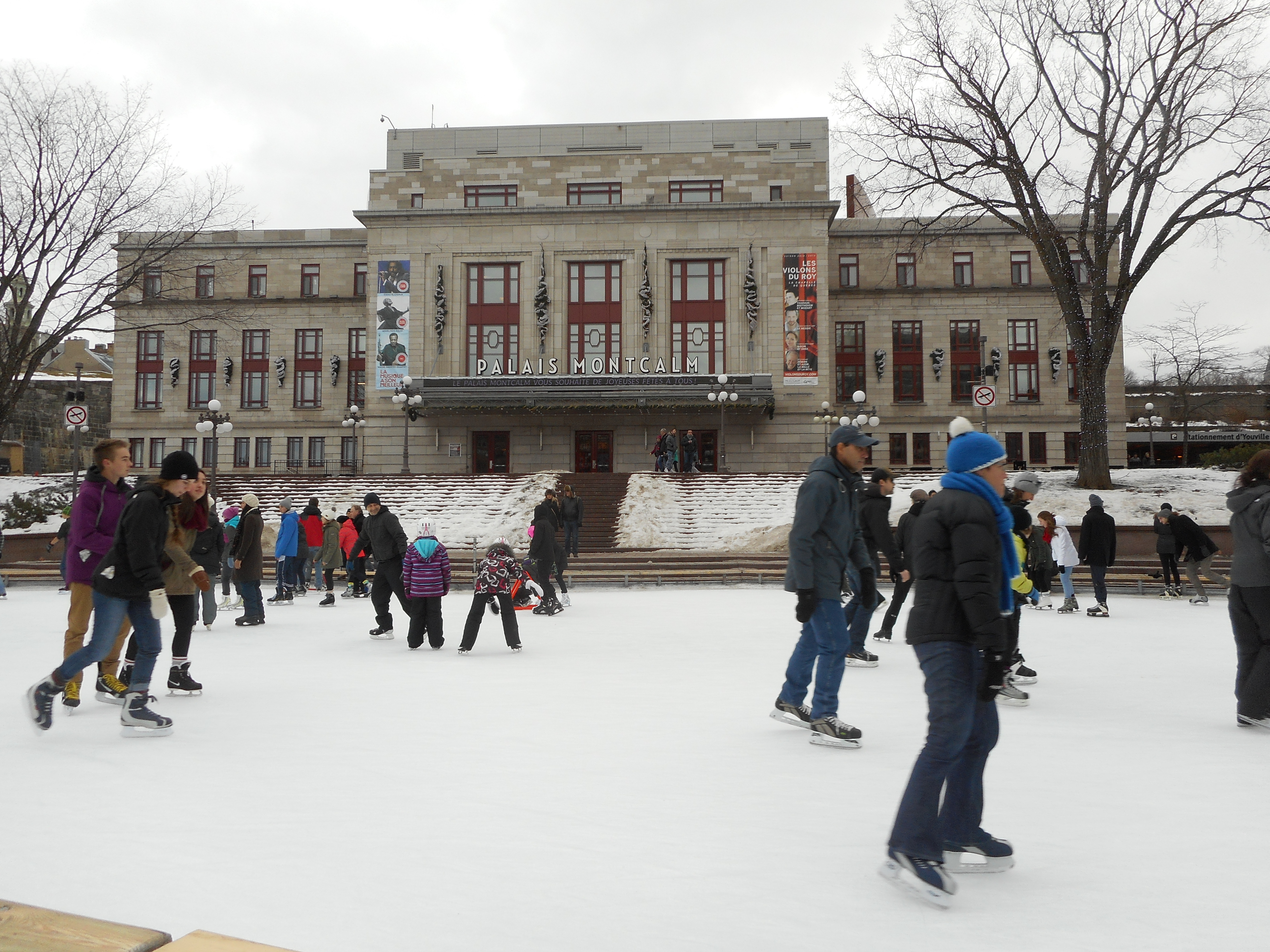
Palais Montcalm
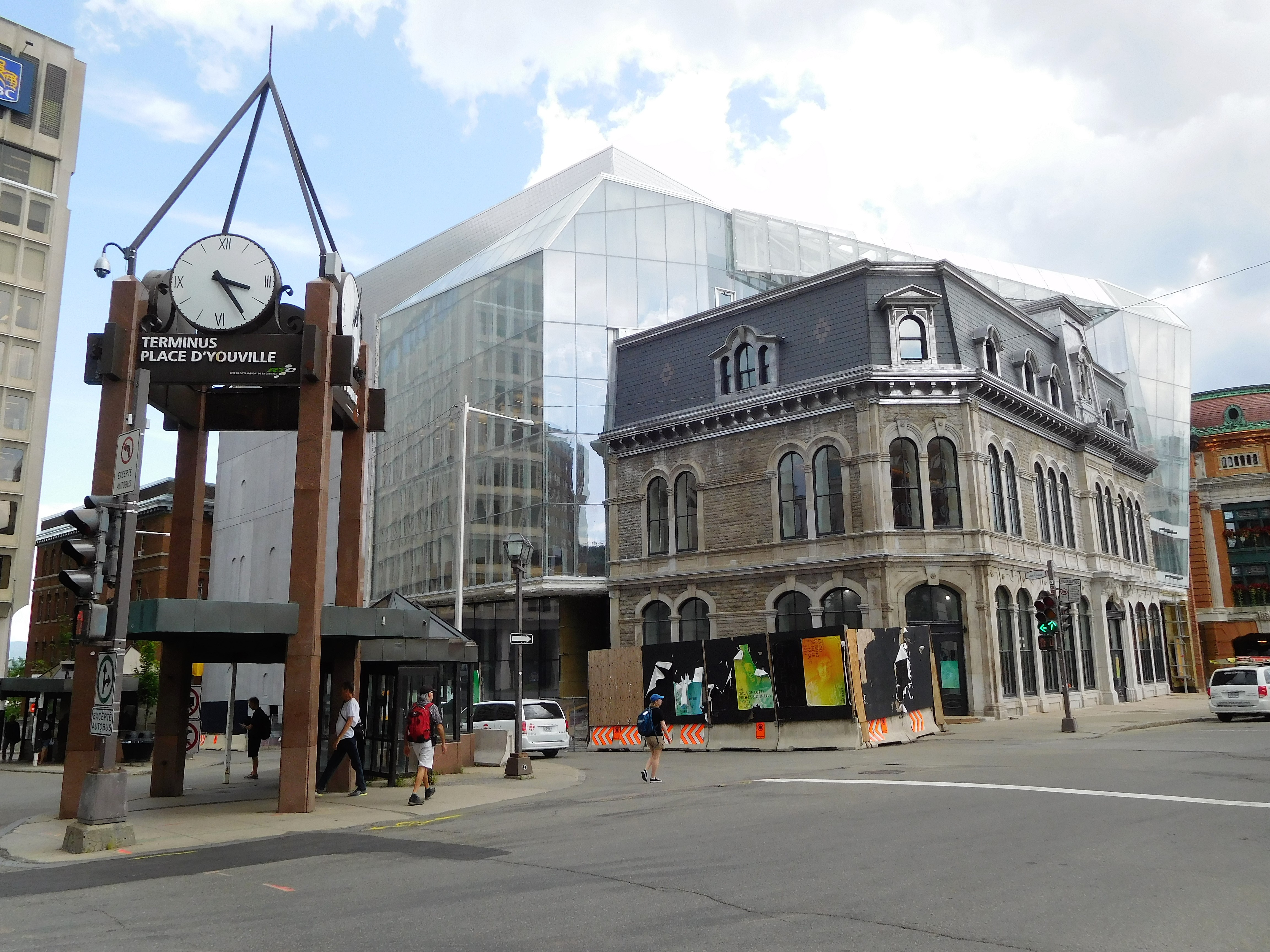
Le Diamant et le terminus D'Youville
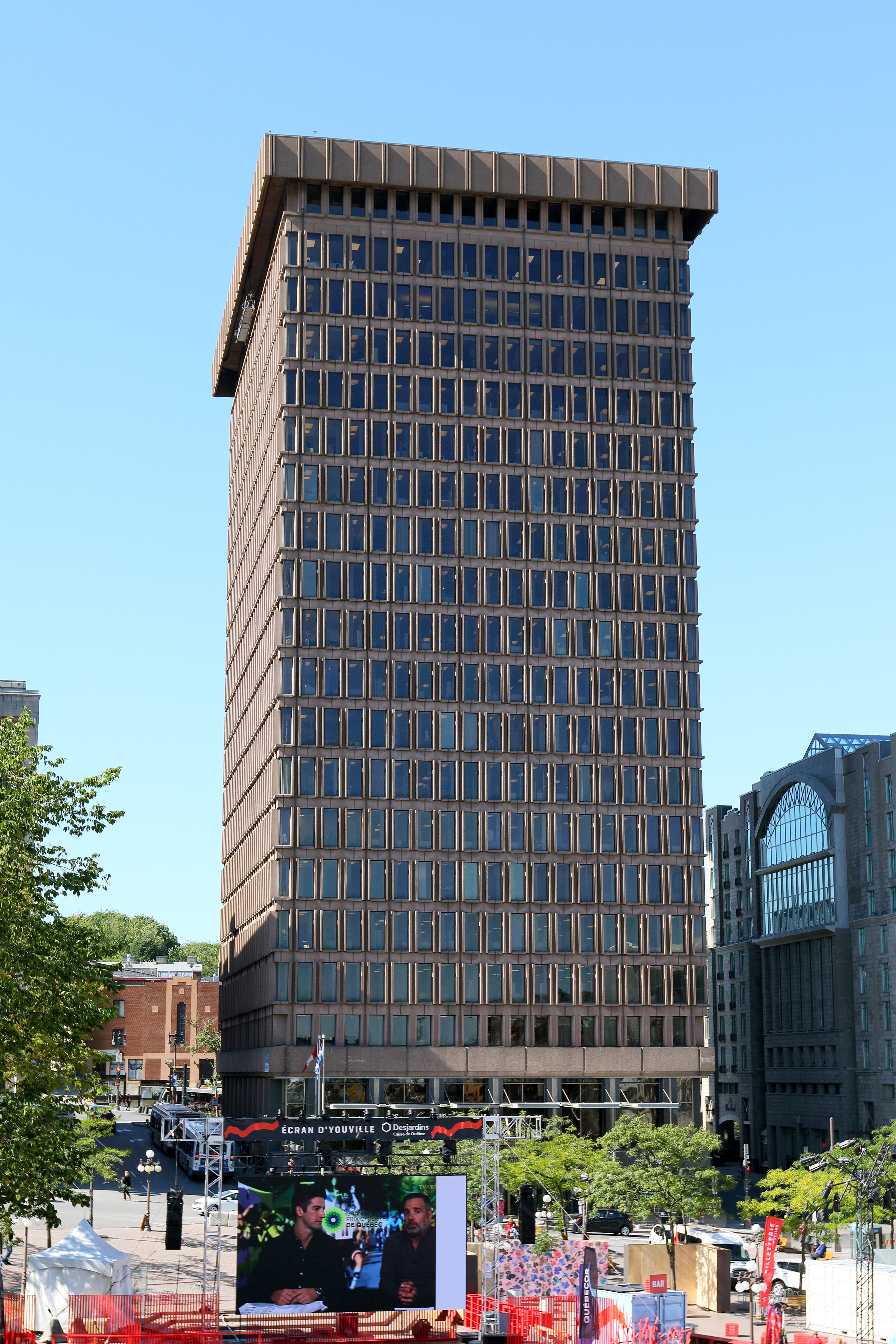
Le 800 d'Youville

### Patrimoine et culture

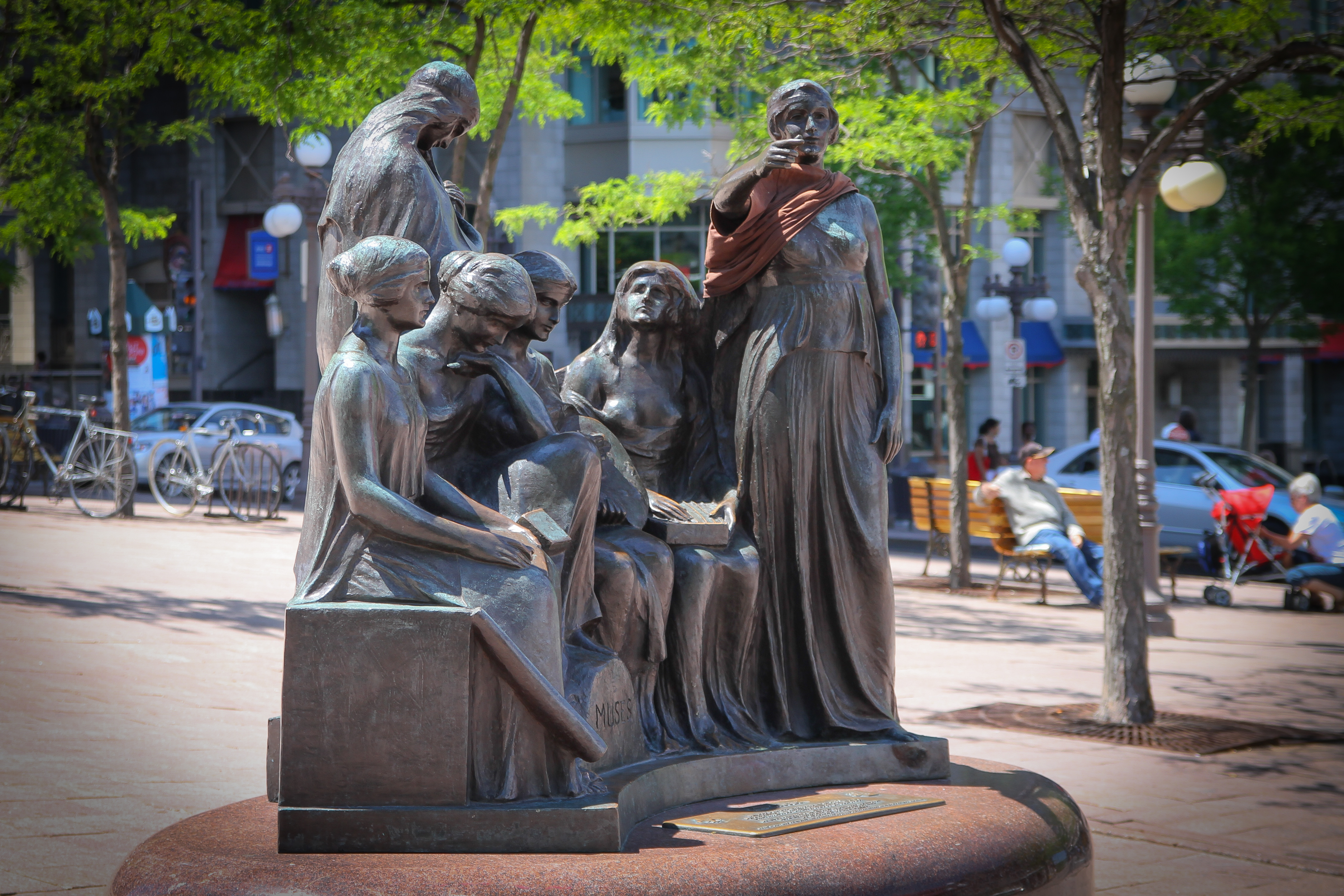
Les Muses

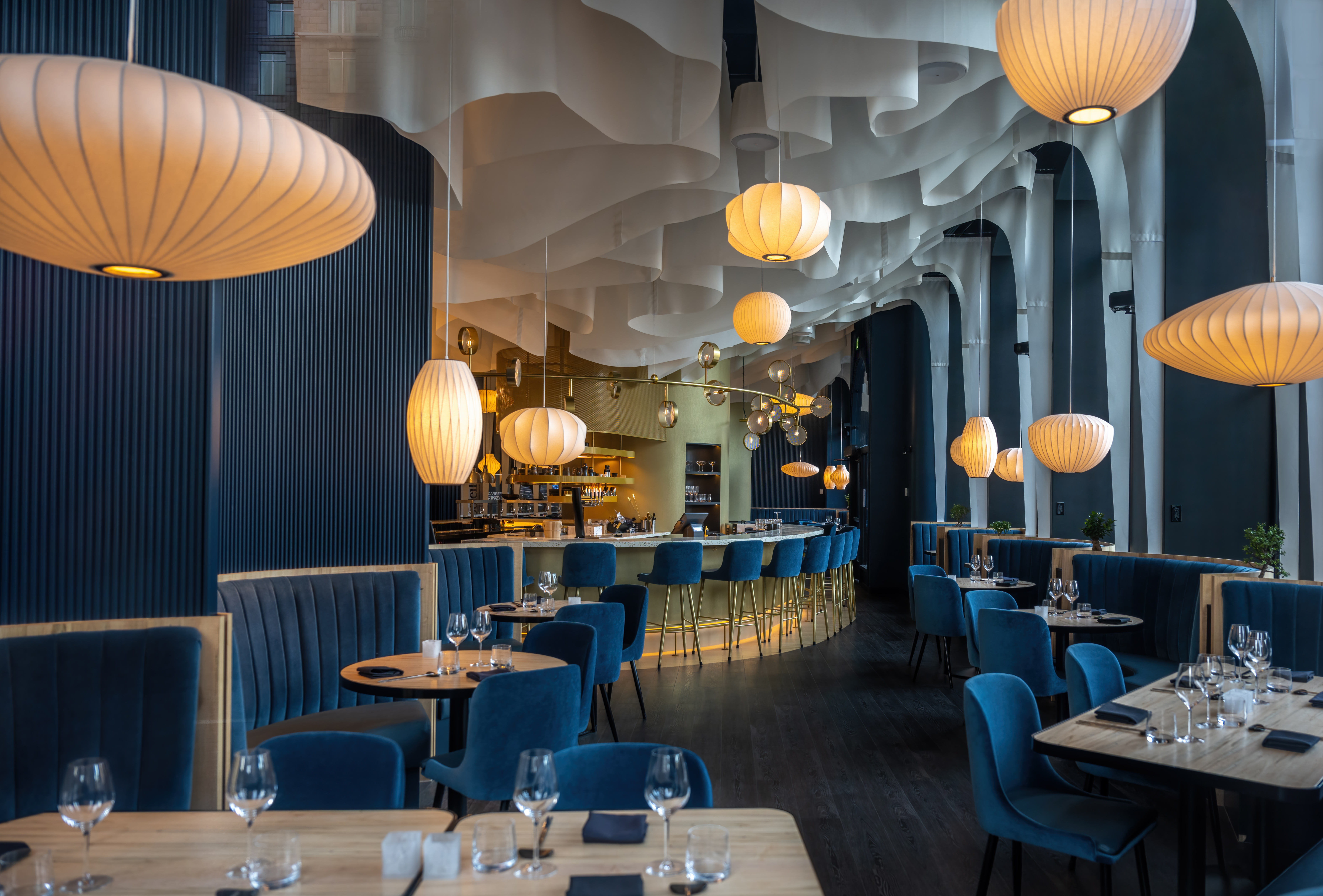
Restaurant de la place d'Youville. Mai 2021.

- La porte Saint-Jean, percée dans les fortifications de la ville dont l'origine remonte à 1693 et dont l'ouvrage actuel date de 1939-1940 ;

À l'ouest on retrouve la sculpture Les Muses d'Alfred Laliberté, don du Gouvernement du Québec pour le 375e anniversaire de la ville en 1983.
Le Carnaval de Québec ainsi que le Festival d'été de Québec utilise la place centrale de la Place d'Youville pour des activités et des spectacles, annuellement.